# Jarosław Żaczek
Jarosław Żaczek (ur. 14 maja 1967 w Rykach) – polski polityk, inżynier rolnictwa, poseł na Sejm V, VI i VII kadencji (2005–2014), w 2007 sekretarz stanu w Ministerstwie Rolnictwa i Rozwoju Wsi, od 2014 burmistrz Ryk.

## Życiorys
W 2004 ukończył studia inżynierskie na Wydziale Rolniczym Akademii Rolniczej w Lublinie.
W latach 1995–1996 pracował na stanowisku inspektora ds. surowcowych w Zakładach Tłuszczowych Bolmar SA w Bodaczowie. W 1998 był zastępcą kierownika Urzędu Rejonowego w Rykach. Od 1999 do 2002 pracował jako inspektor wojewódzki w Wydziale Administracyjnym i Wydziale Zarządzania Kryzysowego, Ochrony Ludności i Spraw Obronnych w Urzędzie Wojewódzkim w Lublinie. W latach 2002–2005 pełnił funkcję zastępcy burmistrza gminy Ryki. W latach 1998–2002 był radnym powiatu ryckiego.
Od 1988 działał w Konfederacji Polski Niepodległej. W latach 1997–2000 był członkiem Zarządu Wojewódzkiego Ruchu Społecznego AWS. Od 2001 do 2011 należał do Prawa i Sprawiedliwości, później był członkiem Solidarnej Polski (zasiadał przez pewien czas w jej zarządzie).
W wyborach parlamentarnych w 2001 z listy PiS bez powodzenia kandydował do Sejmu, a w wyborach w 2005 został wybrany na posła V kadencji w okręgu lubelskim. Od 27 sierpnia 2007 do 16 listopada 2007 był sekretarzem stanu w Ministerstwie Rolnictwa i Rozwoju Wsi. W wyborach parlamentarnych w 2007 po raz drugi uzyskał mandat poselski, otrzymując 15 040 głosów. W wyborach w 2011 z powodzeniem ubiegał się o reelekcję, dostał 11 278 głosów. Organizował struktury Solidarnej Polski w okręgu lubelskim. W wyborach do Parlamentu Europejskiego w 2014 otwierał jej listę w okręgu lubelskim (partia nie osiągnęła progu wyborczego). W lipcu 2014 zasiadł w klubie poselskim Sprawiedliwa Polska.
W listopadzie tego samego roku został wybrany na stanowisko burmistrza Ryk. W wyborach samorządowych w 2018 ponownie był kandydatem na burmistrza z ramienia Prawa i Sprawiedliwości, wygrywając w drugiej turze głosowania. W 2024 (już jako bezpartyjny kandydat PiS) z powodzeniem ubiegał się o reelekcję w pierwszej turze.
W 2022 został odznaczony Krzyżem Kawalerskim Orderu Odrodzenia Polski.